# Fatmir Haxhiu
Fatmir Haxhiu, född 28 december 1927 i Gjirokastra i Albanien, död 10 mars 2001 i Tirana i Albanien, var en albansk konstnär.
1930 flyttade familjen till Tirana och där bodde han och verkade i för resten av sitt liv.
14 år gammal blev han medlem i kommunistpartiet och stred på kommunisternas sida under andra världskriget.
1959 deltog han i en nationell utställning i Albanien och fick ett pris. Han avslutade studier i konst 1965.
Han målade tavlor präglad av socialistisk realism.

### Fotnoter
1. ↑  Freebase Data Dumps, Google.[källa från Wikidata]
2. ↑  ”Biography” (på Albanian). Arkiverad från originalet den 24 september 2015. https://web.archive.org/web/20150924004440/http://www.euskalnet.net/olisa/biografia.htm. Läst 6 oktober 2010.